# Dangervisit Records
Dangervisit Records est un label discographique anglais créé par les membres du groupe Archive en 2012 afin de produire et diffuser leurs disques.

## Productions

### Albums
- 2012 : With Us Until You're Dead
- 2014 : Axiom
- 2015 : Restriction
- 2015 : Unrestricted
- 2019 : 25
- 2020 : Versions
- 2022 : Call to Arms & Angels